# Marcel Pușcaș
Marcel Pușcaș (n. 12 octombrie 1960, Oradea, România) este un fost mijlocaș și antrenor de fotbal român.

## Cariera
Marcel Pușcaș și-a început cariera fotbalistică în Oradea natală la FC Bihor. În 1983 a fost transferat la Steaua București, unde a câștigat un titlu de ligă și o cupă, jucând, de asemenea, două meciuri în Cupa Cupelor Europei 1984–85 împotriva AS Roma. În 1985, Pușcaș a părăsit Steaua pentru a juca la Rapid București, unde într-un meci cu Politehnica Timișoara i s-a rupt piciorul de Marcel Sabou, accidentare care l-a ținut în afara terenului vreo doi ani. După ce și-a revenit după accidentare, Pușcaș a jucat câteva meciuri Rapid, după care a mers la clubul de divizia secundă CS Târgoviște unde a fost jucător-antrenor.  Și-a încheiat cariera de jucător la Steaua Mizil. Pușcaș a absolvit Universitatea Națională de Educație Fizică și Sport (ANEFS) și Universitatea de Mecanică. În 1993 Pușcaș a fost antrenor la Rapid București, reușind să califice echipa în competițiile europene pentru prima dată după 18 ani, conducând echipa în dubla înfrângere cu Inter Milano în Cupa UEFA 1993–94. După experiența de antrenor la Rapid, Pușcaș a abandonat cariera de antrenor la începutul carierei de oficial de fotbal la AJF Bihor, după care a devenit președinte la Viitorul Oradea. Din 1996 până în 1998 a fost președinte la Steaua București, perioadă în care clubul a câștigat două titluri de ligă, o cupă și o supercupă. Din 2002 până în 2004 a lucrat ca agent sportiv. În martie 2014, Pușcaș a candidat pentru funcția de președinte al Federației Române de Fotbal, dar a renunțat la candidatura sa în timpul Adunării Generale a alegerilor pentru a-l susține pe Răzvan Burleanu, care în cele din urmă avea să câștige alegerile și Pușcaș a fost cooptat în echipa administrativă a lui Burleanu la federație. În aprilie 2018, Pușcaș a candidat din nou pentru funcția de președinte al Federației Române de Fotbal, pierzând de această dată în favoarea lui Răzvan Burleanu. Din noiembrie 2018 până în iulie 2020, a fost președinte la FC U Craiova 1948, perioadă în care clubul a câștigat promovarea în liga secundă. La 27 octombrie 2020, Marcel Pușcaș a lansat o carte autobiografică intitulată Fotbalul în cârje. Pe 26 martie 2021 a lansat a doua sa carte intitulată Cum devii fotbalist. 

## Cariera internațională
Marcel Pușcaș a jucat un meci amical la nivel internațional pentru România, fiind folosit de antrenorul Mircea Lucescu pentru a-l înlocui pe Aurel Țicleanu în minutul 72 al unei victorii cu 1–0 împotriva Germaniei de Est. 

## Palmares
Bihor Oradea
- Divizia B: 1981–82

Steaua București
- Divizia A: 1984–85
- Cupa României: 1984–85